# Happiness - Felicità
Happiness - Felicità (Happiness) è un film del 1998 scritto e diretto da Todd Solondz.
Il film ha ottenuto il premio FIPRESCI al 51º Festival di Cannes, dove è stato presentato nella Quinzaine des Réalisateurs, e il premio per il miglior cast dal National Board of Review of Motion Pictures.

## Trama
Joy Jordan è una trentenne frustrata, ritenuta una fallita dalle sue sorelle. Joy lavora in un call center ma sogna di sfondare nel mondo della musica. Quando, dopo aver rotto con il suo fidanzato Andy, questi si suicida, decide di dedicarsi ad un lavoro di utilità sociale ed inizia ad insegnare nelle classi per immigrati dove però non trova la forza per farsi rispettare. Fuori dalla scuola fa amicizia con uno degli studenti, Vlad, che dopo averla illusa ed essere entrato in intimità con lei, si rivela per ciò che è: un ladro che le ruba lo stereo e la chitarra.
La sorella Trish, in apparenza soddisfatta, è sposata, ha due figli e vive in una bella casa. Suo marito Bill è uno psicologo. L'uomo però si rivela un pedofilo, ed abusa di due bambini amici del figlio. Quando la polizia va a fargli visita a casa per interrogarlo, Bill si tradisce subito e viene scoperto. L'altra sorella Helen è un'altezzosa scrittrice, bella e di successo; stanca di avere il mondo ai suoi piedi, ha una sbandata per una voce che le racconta cose oscene al telefono. Quando insiste con l'uomo per incontrarsi, rimane delusa: altri non è infatti che il suo vicino di casa Allen, un uomo che disprezza. Allen è un uomo insicuro, depresso ed ossessionato dal sesso; quando viene rifiutato da Helen, si rende conto però che la donna che faceva per lui era invece l'altra sua vicina di casa, Kristina, della quale non aveva mai avuto considerazione. Kristina gli confida in seguito di essere stata stuprata dal portiere e di averlo per questo ucciso, facendone a pezzi il cadavere.
I genitori delle tre sorelle, Mona e Lenny, si stanno separando dopo 40 anni di matrimonio. Lenny è annoiato e sente il bisogno di rimanere solo a quel punto della sua vita. Alla fine intreccia comunque una relazione con una vicina di casa, ma si accorge ben presto che ormai è incapace di provare emozioni. L'unica persona a raggiungere uno stato di felicità sembra essere Timmy, il figlio di Trish, che dopo innumerevoli tentativi riesce nell'intento di eiaculare per la prima volta.

## Il film e la critica
"È da Happiness di Todd Solondz che non vedo una famiglia normale descritta per quello che è: un'istigazione a delinquere".
"Attori noti, per paura della ritorsione degli studios, hanno rifiutato il copione, poi interpretato da Ben Gazzara, Lara Flynn Boyle, dall'adolescente Rufus Read. Non è un film per bambini e non porterei mio figlio a vederlo, ma ciò non significa che un autore non debba sviscerare temi forti...Conosco gli abissi di sofferenza e malattia morale in cui sono immersi tanti ragazzini di oggi e in cui si macerano adulti apparentemente irreprensibili. Marchiarli a priori come "perversi" è mancare di umanità... Il film è politicamente non corretto? Sarebbe politicamente e socialmente scorretto non analizzare i problemi del mondo che ci circonda".
La scena, nel finale, in cui Bill Mapplewood, per tre minuti e mezzo risponde alle insistenti, straziate domande del figlio sulla sua pedofilia, sulle emozioni provate, sul suo desiderio di rifarlo, "respingendo le occasioni di tagliare con discrezione, lasciando il resto all'immaginazione dello spettatore", è quella cui più si è rivolta la critica, nel film di Todd Solondz, "...questo coraggioso cantore dell'angoscia borghese americana..."
Mario Sesti la definisce "...probabilmente la più disturbante sequenza di tutto il cinema americano, da varie stagioni ad oggi". Icastico è il commento di Luigi Paini: "Com'è stata girata la sconvolgente sequenza della confessione del padre pedofilo al giovanissimo figlio? Solondz assicura che sul set era presente una "psicologa infantile che, insieme alla madre del piccolo attore, ha cercato di prepararlo senza traumatizzarlo". Non male per una società talmente ossessionata dal "politically correct" da aggiungere, alla fine di ogni film, l'ipocrita frase "Nessun animale è stato maltrattato."
Per la stessa testata, in contiguità con Geoff King, Roberto Escobar si sofferma sulla scelta del regista di non dare "...forma cinematografica alla miseria e alla sofferenza. Semplicemente le rappresenta attraverso gesti e parole che lo sguardo non elabora... Qualcuno se ne scandalizza, altri vi vedono un'acuta dirompente visione".
L'autore di Il cinema indipendente americano ritorna spesso su Happiness allo scopo di illustrare come, al di là dei temi trattati, il cinema indipendente, in generale, si caratterizzi per il modo di affrontarli. Così è per le scene immediatamente precedenti la violenza di Bill Mapplewood sul giovane Johnny Grasso. L'uso dei violini, il progressivo avvicinarsi delle inquadrature dei due personaggi sono espedienti narrativi convenzionali in situazioni di innamoramento, utilizzati in una situazione assolutamente non convenzionale. Attraverso essi, l'effetto sullo spettatore è di una "sgradevole" sensazione di coinvolgimento "nell'ambito del desiderio di cui si fa esibizione". Lo stesso avviene per i primi tentativi falliti di narcotizzare il ragazzo, prima con un gelato, poi con un panino e successivamente per i passetti e le mosse buffe con cui l'uomo si assicura che in casa tutti dormano, per poter compiere il misfatto (che resta sottinteso). Attraverso questa banalizzazione il regista ottiene così anche l'effetto di mostrare come la "pedofilia faccia parte del tessuto quotidiano della nostra società".

## Distribuzione
La difficoltà dei temi trattati procurò degli ostacoli alla distribuzione del film. Negli USA il film venne vietato ai minori di 17 anni. Inoltre la Universal, almeno ufficialmente, non accettò di partecipare al finanziamento delle spese necessarie ad affrontare il circuito nazionale ed internazionale (normalmente nell'ordine dei 70-80.000 dollari), per cui fu la stessa casa produttrice, la Good Machine, ad incaricarsi della distribuzione.

## Premi e riconoscimenti
- 1998 - Cannes Film Festival - premio FIPRESCI, Parallel Sections
- 1999 - Golden Globe - Nomina per miglior sceneggiatura (Todd Solondz)
- 1998 - National Board of Review, USA - Miglior cast
- 1999 - Independent Spirit Awards - Nomina per miglior regista (Todd Solondz), miglior attore protagonista (Dylan Baker), miglior attore non protagonista (Philip Seymour Hoffman)
- 1998 - São Paulo International Film Festival - International Jury Award
- 1998 - Fort Lauderdale International Film Festival - Miglior attore (Dylan Baker); Miglior Film
- 1998 - Toronto International Film Festival - Metro Media Award
- 1999 - British Independent Film Award - Miglior film straniero
- 1999 - Chlotrudis Awards - Miglior sceneggiatura (Todd Solondz)
- 1999 - Fantasporto - Directors' Week Award (Todd Solondz)